# Lucio Ambruzzi
Lucio Ambruzzi, auch Lucillo Ambruzzi (* 1865 in Venedig; † 19. Februar 1952 in Turin) war ein italienischer Romanist und Hispanist, Grammatiker und Lexikograf.

## Leben
Ambruzzi war von 1908 bis 1935 Professor für Spanisch an der Wirtschaftsfakultät der Universität Turin. Er publizierte 1949 in Turin ein bedeutendes zweisprachiges Wörterbuch Spanisch-Italienisch und Italienisch-Spanisch:  Nuovo Dizionario Spagnolo-Italiano e Italiano-Spagnolo, 2 Bde. (1100 + 1309 Seiten), das 2000 in siebter Auflage erschien.

## Werke
- La diffusione della lingua castigliana. Discorso d'apertura del Corso di Lingua spagnuola presso la Regia Scuola Superiore di Studi Applicati al Commercio in Torino, Turin 1909
- Grammatica Spagnola, Turin 1931
- (Hrsg.) Armando Palacio Valdés, Santa Rogelia, Turin 1934
- (Hrsg.) Cervantes, La española inglesa, Turin 1935
- Páginas de vida española y americana, Turin 1935
- Lengua italiana para estudiantes de habla española, Turin 1937
- (Hrsg.) Guillén de Castro, Las mocedades del Cid, Turin 1938
- (Hrsg.) Fiori d'Italia. Scelta di prose e poesie con annotazioni e commento in spagnolo e tavole fuori testo, 2 Bde., Turin 1939–1940
- Lengua española. Curso práctico ilustrado, Turin 1949
- Cursillo histórico de la civilización española y sumario de historia de la literatura española, Turin 1952